# Juego de minoría
Un juego de minoría es un juego propuesto en el marco de la teoría de juegos por Yi-Cheng Zhang y Damien Challet de la Universidad de Friburgo. El juego es una generalización inspirada en el problema del bar "El Farol", que es un modelo simple que muestra como jugadores (egoístas) cooperan con los otros en ausencia de información. En un tipo de juego de minoría, un número impar de jugadores tienen que elegir entre dos opciones independientes cada turno. Los jugadores que quedan en minoría ganan. Existen infinidad de variantes, este no es más que el fundador, suele permitirse a los jugadores comunicarse entre ellos o tener un guía del cual copian estrategias o quitar estrategias poco efectivas y replicar estrategias exitosas. De esta manera se simula la "evolución" de las estrategias donde desaparecen las estrategias poco exitosas.